# سوبارو كيمورا
سوبارو كيمورا (木村昴 كيمورا سوبارو) (إسمه الحقيقي سوبارو سامويل بارتش (Subaru Samuel Bartsch)) هو ممثل ياباني ولد في 29 يونيو 1990 في لايبزيغ، ألمانيا.

## أدواره في الأنمي

### مسلسلات أنمي تلفزيونية
- بنغويندرام - كانبا تاكاكورا
- كرة سلة كوروكو - بابا مباي سيكي
- بلاك بوليت - تاكوتو ياسواكي
- بينغ بونغ - مانابو ساكوما/أكوما
- كود:بريكر - ماساومي هيكي
- جاندام بيلد فايترز - نظام جانبلا باتل، ألان أدامز
- جاندام بيلد فايترز تراي - نظام جانبلا باتل، ألان أدامز
- البدلة المتنقلة جاندام: أيتام الدم الحديدي - دين أوهاي
- باك مان ومغامرات الأشباح - سكيبو
- فصل الاغتيال - ريوما تيراساكا
- فصل الاغتيال SECOND SEASON - ريوما تيراساكا
- بوبوكي بورانكي - سويا أراباشيري
- بوبوكي بورانكي: عمالقة الكوكب - سويا أراباشيري
- دورايمون (2005) - تاكيشي غودا/جايان
- ناينتي ون دايز - ستريغا
- هايكيو!! ثانوية كاراسونو في مواجهة أكاديمية شيراتوريزاوا - ساتوري تيندو
- هايكيو!! TO THE TOP - ساتوري تيندو
- أسد آذار - إيسا ماتسوموتو
- شينوبي نوبوناغا: إيسي و كانيغاساكي - ماغارا ناوتاكا
- شينوبي نوبوناغا: أنيغاوا وإيشياما - ماغارا ناوتاكا
- روبوماسترز - لي
- زويدز وايلد - غيوزا
- مغامرة جوجو الغريبة: الرياح الذهبية - بيشي
- فيوليت إيفرغاردن - سبنسر مارلبورو
- اكوداما درايف - الأرعن
- جوجوتسو كايسن - آوي تودو
- ذا وورلد إندز ويث يو: ذي أنيميشن - دايسكينوجو بيتو/بيت
- داي الشجاع (2020) - غالداندي
- ري-ماين - جو جوشيما
- طوكيو ريفينجرز - هاروكي هاياشيدا/با-تشان
- 2.43: نادي الكرة الطائرة للفتيان في ثانوية سيين - يوسكي أوكوما

### أنمي الإنترنت
- مونستر سترايك - سانجو تاكي
- ديفل مان: الطفل الباكي - غابي
- كوروسينسي كويست! - ريوما تيراساكا

### أفلام أنمي
- دورايمون: نوبيتا و أبطال الفضاء - تاكيشي غودا/جايان
- دورايمون: مغامرة نوبيتا في جزيرة كاتشيكوتشي القطبية - تاكيشي غودا/جايان
- دورايمون: نوبيتا و حرب النجوم الصغيرة 2021 - تاكيشي غودا/جايان
- ستاند باي مي دورايمون - تاكيشي غودا/جايان
- ستاند باي مي دورايمون 2 - تاكيشي غودا/جايان
- سايكو-باس: الفيلم - سيم

## أدواره في ألعاب الفيديو
- ذا وورلد إندز ويث يو - دايسكينوجو بيتو/بيت
- كينغدوم هارتس 3D: دريم دروب ديستانس - بيت
- فصل الاغتيال: محاصرة كوروسينسي الكبرى!! - ريوما تيراساكا
- فصل الاغتيال: خطة تدريب القتلة!! - ريوما تيراساكا

## أدواره في الدبلجة اليابانية
- روبي - كاردين وينتشيستر
- ميجامايند - هال/تايتن

## وصلات خارجية
- سوبارو كيمورا على موقع IMDb (الإنجليزية)
- سوبارو كيمورا على موقع ميوزك برينز (الإنجليزية)
- سوبارو كيمورا على موقع قاعدة بيانات الفيلم (الإنجليزية)
- سوبارو كيمورا على موقع ANN person (الإنجليزية)